# Король Бутана
Друк Гьялпо (в переводе с дзонг-кэ འབྲུག་རྒྱལ་པོ — «Драконовый король») — глава государства в Бутане.
После принятия новой конституции в 1963 году третий монарх Джигме Дорджи Вангчук изменил свой титул монарха Бутана с Махараджа и Его Высочество на Его Величество Король Бутана (Друк Гьялпо).
В настоящий момент глава государства — Джигме Кхесар Намгьял Вангчук, который является представителем династии Вангчуков и пятым Друк Гьялпо. Он носит корону королей Бутана, национальный символ власти в Бутане. Его правильно называть Mi’wang 'Ngada Rimboche (Его Величество) и 'Ngada Rimboche (Ваше Величество).
Король Джигме Кхесар Намгьял Вангчук является самым молодым царствующим монархом в мире. Он взошёл на престол в ноябре 2008 года после своего отца Джигме Сингье Вангчука, который отрёкся от престола в его пользу.

## Полномочия
Конституция Бутана подтверждает институт монархии. Драконовый король является главой государства и символом единства королевства и народа Бутана. Конституция устанавливает дуальную систему управления государством в Бутане. Кроме того, король является защитником всех религий в Бутане. Он не несёт ответственности в суде за свои действия, и его личность неприкосновенна. Однако король уполномочен защищать и соблюдать Конституцию «в лучших интересах и на благо народа Бутана».

### Королевские прерогативы
В соответствии с Конституцией король, осуществляя свои королевские прерогативы (и как глава государства), поддерживает добрую волю и хорошие отношения с другими странами, принимая государственных гостей и совершая государственные визиты в другие страны. Король может также присуждать титулы, награды, дары. Также в число королевских прерогатив входят дарование гражданства, амнистия, помилование и смягчение приговоров, а также земельный «киду» и другие «киду» (благодеяния).

### Королевские назначения
В соответствии со статьёй 2, раздела 19 Конституции, король назначает значительное количество высокопоставленных государственных служащих: судей, генерального аудитора, а также председателей антикоррупционных, государственных и избирательных комиссий.
Король назначает бо́льшую часть высшей судебной власти: главного судью Бутана и дрангпонов (помощников судей) Верховного суда; главного судью и дрангпонов (помощники судей) Высокого суда. Эти судебные назначения производятся из числа пэров, младших и доступных выдающихся юристов на вакантные должности по согласованию с Национальной судебной комиссией. Юристы суда Дунгхага не назначаются королём.
Король также назначает из списков имён, рекомендованных совместно премьер-министром, главным судьёй Бутана, председателем Национального совета и лидером оппозиционной партии: комиссара по выборам и других членов Избирательной комиссии, генерального аудитора Королевского аудиторского управления, председателя и других членов Королевской комиссии по гражданской службе, а также председателя и других членов Антикоррупционной комиссии. Срок службы для каждой должности составляет пять лет.
Король также назначает других должностных лиц, по рекомендации органов власти. Например, назначает глав Сил обороны из списка имён, рекомендованных Советом по продвижению службы. Назначает генерального прокурора Бутана, председателя Комиссии по заработной плате, управляющего Центральным банком Бутана, секретаря кабинета министров, а также послов и консулов Бутана по рекомендации премьер-министра. Король также назначает дзонгдагов главами местных органов власти и других секретарей правительства по рекомендации премьер-министра, который получает кандидатуры от Королевской комиссии по государственной службе на основе заслуг и стажа работы и в соответствии с другими соответствующими правилами и положениями. Король назначает генеральных секретарей соответствующих палат по рекомендации Королевской комиссии по гражданской службе.

### Военная власть
Король является Верховным главнокомандующим Вооружённых сил и ополчения Бутана.

## Отречение
Конституция предусматривает материальное и процессуальное право для двух способов отречения правящих монархов: добровольного и принудительного. То есть король может отказаться от осуществления королевских прерогатив, и такой отказ может быть временным.
Конституция предусматривает, что король должен отречься от престола за умышленное нарушение Конституции или из-за постоянного психического расстройства. Либо такое решение принимается по предложению, принятому на совместном заседании парламента. Предложение об отречении должно быть вынесено на обсуждение на совместном заседании Парламента (под председательством главного судьи Бутана), если не менее ⅔ депутатов от общего числа членов Парламента представят такое предложение с указанием его оснований. Король может ответить на предложение в письменной форме или обратиться к совместному заседанию парламента лично или через представителя.
Если на таком совместном заседании Парламента не менее ¾ членов от общего числа депутатов Парламента принимают предложение об отречении, то такая резолюция выносится на всенародный референдум для одобрения или отклонения. Если национальный референдум проходит во всех дзонгкхагах королевства, король должен отречься от престола в пользу наследника.

## Список Драконовых королей
| No. | Портрет | Имя (Годы жизни)                                                     | Время в должности | Время в должности | Примечание                 | Династия |
| No. | Портрет | Имя (Годы жизни)                                                     | Начало правления  | Конец правления   | Примечание                 | Династия |
| --- | ------- | -------------------------------------------------------------------- | ----------------- | ----------------- | -------------------------- | -------- |
| 1   |         | Угьен Вангчук ཨོ་རྒྱན་དབང་ཕྱུག (1862–1926)                                | 17 декабря 1907   | 26 августа 1926   | Сын Джигме Намгьяла        | Вангчук  |
| 2   |         | Джигме Вангчук འཇིགས་མེད་དབང་ཕྱུག (1905–1952)                            | 26 августа 1926   | 30 марта 1952     | Сын Угьена Вангчука        | Вангчук  |
| 3   |         | Джигме Дорджи Вангчук འབྲུག་རྒྱལ་པོ་ འཇིགས་མེད་རྡོ་རྗེ་དབང་ཕྱུག་མཆོག་ (1929–1972)  | 30 марта 1952     | 21 июля 1972      | Сын Джигме Вангчука        | Вангчук  |
| 4   |         | Джигме Сингье Вангчук འཇིགས་མེད་སེང་གེ་དབང་ཕྱུག་ (род. 1955)               | 21 июля 1972      | 15 декабря 2006   | Сын Джигме Дорджи Вангчука | Вангчук  |
| 5   |         | Джигме Кхесар Намгьял Вангчук འཇིགས་མེད་གེ་སར་རྣམ་རྒྱལ་དབང་ཕྱུག་ (род. 1980) | 15 декабря 2006   | на престоле       | Сын Джигме Сингье Вангчука | Вангчук  |